# Маркиз де Сен-Лу
Маркиз де Сен-Лу (фр. Robert de Saint-Loup / Saint-Loup-en-Bray) — один из центральных персонажей цикла романов Марселя Пруста «В поисках утраченного времени» (далее — «Поиски»).

## Маркиз де Сен-Лу в «Поисках»

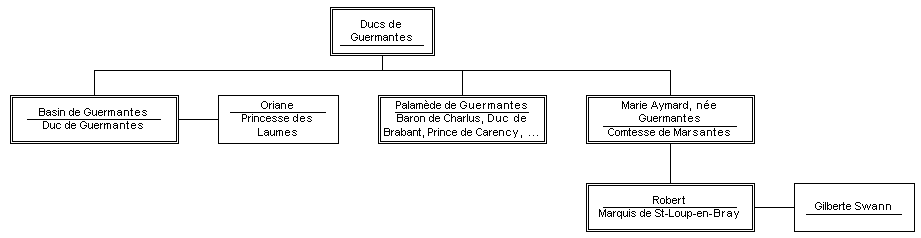
Робер де Сен-Лу в генеалогии Германтов

Робер де Сен-Лу, маркиз, сын де Марсантов, племянник герцога и герцогини Германтских и барона де Шарлю, внучатый племянник маркизы де Вильпаризи — ближайший друг Рассказчика (ненамного старше его). Они встретились в Бальбеке, куда Робер, проходивший гарнизонную службу в недалеко расположенном Донсьере, приехал в отпуск, чтобы навестить маркизу де Вильпаризи; их дружбе предшествовало негативное впечатление Марселя от манеры поведения Сен-Лу в момент их знакомства. Но первый же их разговор открыл другого Сен-Лу. «Этот молодой человек, по виду — презрительный аристократ и спортсмен, относился с уважением и интересом только к духовным ценностям, особенно к модернистским течениям в литературе и искусстве… Это был один из тех восторженных „интеллигентов“, которые вечно погружены в чтение книг, заняты только высокими мыслями».
Следующей зимой Рассказчик приезжает к Роберу в кавалерийскую школу в Донсьере и становится свидетелем его страстного увлечения актрисой, в которой узнаёт низкопробную куртизанку Рахиль из дома свиданий. После разрыва с Рахилью Сен-Лу некоторое время проходил военную службу в Марокко, периодически наведываясь в Париж. Два года спустя Робер приходит на помощь Марселю, когда того бросает Альбертина, и отправляется в Турень, чтобы попытаться вернуть беглянку, подкупив её тётю, г-жу Бонтан.
Расставшись с любовницей и женившись на Жильберте, Сен-Лу, казалось, обрёл семейное счастье: «впоследствии ему пришлось делать ей детей без передышки» (одна из их наследниц, 16-летняя мадмуазель де Сен-Лу будет представлена Рассказчику в конце последней книги «Поисков»). Однако вскоре после женитьбы друга Марселю стало известно, что Робер обманывал Жильберту, «но не так, как думали все, как, может быть, предполагала она сама… тем более что Робер, как настоящий племянник де Шарлю, афишировал свою близость с женщинами, которых он компрометировал и которых все, не исключая Жильберты, считали его любовницами». Тайным избранником Сен-Лу стал порвавший с де Шарлю скрипач Морель. Вслед за Бальзаком, всерьёз изобразившим Содом в «Вотреновском цикле», Пруст разрабатывает в цикле «Поисков» запретную тему гомосексуальных отношений, углубляя её исследование. Несмотря на подробно обсуждаемую тему, его романы не дают читателю «скабрёзные описания или разнузданные сцены». Пруст фиксирует существенные изменения в повседневном поведении участников порочных отношений и анализирует их психологические причины. Его герой-Рассказчик отмечает, что Робер, в отличие от своего дяди, со временем «становился стройнее, стремительней — противоположное следствие того же порока. Эта его стремительность могла иметь совершенно различные психологические причины: страх быть замеченным, желание не показать этого страха, лихорадочность движений», кажущаяся элегантностью, но которая всего лишь готовность к бегству. «И чем дальше, тем больше походил он на тех, кого Бальзак называл „тётками“».
В августе 1914, перед отправкой Робера на фронт Рассказчик несколько раз встречался в Париже с Сен-Лу и Альбером Блоком, и в их беседах ему открылся непоказной патриотизм друга: «Блок не осознавал патриотизма Робера просто потому, что тот его никак не показывал. Если, будучи признан „годным“, Блок со злостью излагал нам свои антимилитаристские взгляды, то поначалу, когда он полагал, что по причине близорукости призыв ему не грозит, его политическим кредо был шовинизм. А Сен-Лу был не способен на подобные декларации, и главной причиной тому являлась нравственная деликатность, не позволяющая публично выражать чувства, слишком глубокие и к тому же совершенно естественные». Органичным проявлением такого патриотизма стало презрение Робера к германофобии, спровоцированной войной, что отчётливо раскрывается в его письмах Марселю с фронта. На протяжении ряда эпизодов «Поисков» Пруст противопоставляет Робера де Сен-Лу, друга Рассказчика, и его приятеля детства Альбера Блока, «каждый из которых воплощает какие-то черты самого писателя».
Весной 1916 года во время приезда Рассказчика в Париж, туда на несколько дней с фронта приезжает Сен-Лу. Они коротко встречаются, а затем Сен-Лу, направившись на поиски Мореля, посещает дом свиданий сводника Жюпьена и теряет там свой крест «За боевые заслуги». Через несколько дней Марсель «узнал о смерти Робера де Сен-Лу, убитого на следующий день после возвращения на фронт, когда он прикрывал отход своих солдат».

## Прототипы

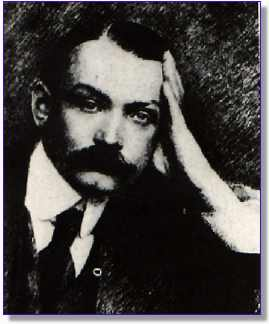
Бертран де Фенелон

- Граф Бертран де Салиньяк-Фенелон[фр.] (1878—1914), друг Пруста с 1901 года[23], дипломат, «чьи живые глаза и развевающаяся визитка должны были ссудить часть своего обаяния Сен-Лу»; в 1914 г. пошёл добровольцем на фронт и погиб в первом же бою[24][25]. В тексте IV книги «Поисков» Пруст помещает авторскую ремарку о нём: «...(ведь любимым моим другом был самый умный, добрый, милый человек, которого не могли забыть все, кто только его знал: Бертран де Фенелон)...»[26][27].
- Маркиз Луи Сюше д`Альбуфера (1877—1953), любовник Луизы де Морнан: Селеста Альбаре вспоминала, что Д`Альбуфера поссорился с Прустом после того, как «узнал себя в кавалере де Сен-Лу»[28].
- Граф Жорж де Лори (1876—1963), друг Бертрана де Фенелона, Пруст познакомился с ним около 1900 года, вёл с ним обширную переписку[29]. Его жена Мадлена послужила прообразом для Жильберты, а её мать, баронесса Пьербур — для Одетты[30].
- Маркиз Антуан де Кастеллан (1867—1937), один из ближайших друзей Пруста[31].

## В экранизациях
- Паскаль Греггори — «Обретённое время» Рауля Руиса (1999).
- Анди Жилле — «В поисках утраченного времени» Нины Компанеец (2011).